# Molva
Molva és un gènere de peixos.

## Espècies
Segons FishBase:
- Molva dypterygia (Pennant, 1784) — lingue blava
- Molva macrophthalma (Rafinesque, 1810)[1]
- Molva molva (Linnaeus, 1758)